# Le Mouvement socialiste
Le Mouvement socialiste est une revue socialiste bimensuelle créée en 1899 par Hubert Lagardelle, et qui parut jusqu'en 1914.
Créée par Lagardelle, l'un des principaux théoriciens du syndicalisme révolutionnaire, à une époque où les revues socialistes sont nombreuses, Le Mouvement socialiste était appréciée pour son sérieux, ce dont atteste sa longévité. Des figures du socialisme français telles que Marcel Mauss et Jean Longuet, le petit-fils de Karl Marx, contribuèrent à sa création. Parmi ses contributeurs les plus notables, on notera les signatures de Jean Jaurès, Karl Kautsky, Eduard Bernstein, Rosa Luxemburg, Georges Sorel, ou encore Charles Péguy. C'est dans cette revue que Sorel publia en 1906 ce qui deviendra son ouvrage le plus célèbre, les Réflexions sur la violence.